# Am Domänenhof
Am Domänenhof ist eine Straße in der niedersächsischen Stadt Lüneburg. Die Quelle der IDs und der Beschreibungen ist der Denkmalatlas Niedersachsen.

## Lage
Die Straße Am Domänenhof befindet sich nördlich des Klosters Lüne.

## Geschichte
Die Straße hängt eng mit der Geschichte des Klosters Lüne zusammen.

## Baudenkmale
| Lage                                            | Bezeichnung           | Beschreibung | ID                                                                                    | Bild |
| ----------------------------------------------- | --------------------- | --- | ------------------------------------------------------------------------------------- | ---- |
| Am Domänenhof 1 53° 15′ 38″ N, 10° 25′ 15″ O    | Klosterkrug           | Nach einer Inschrift wurde der Klosterkrug im Jahre 1570 erbaut. Der Bauherr war Herzog Ernst II. von Braunschweig-Lüneburg. Das Fachwerkhaus ist heute noch ein Restaurant. | 30659475                                                                              |      |
| Am Domänenhof 2 53° 15′ 38″ N, 10° 25′ 17″ O    | Ehemalige Wassermühle | Die ehemalige Wassermühle wurde laut einer Inschrift im Jahre 1572 erbaut.                                                                                                   | 30659450                                                                              | BW   |
| Am Domänenhof 4 53° 15′ 38″ N, 10° 25′ 20″ O    | Propstei              | Die Propstei wurde um 1500 erbaut. Im Jahre 1989 wurde das Haus zu Wohnungen und einem Restaurant umgebaut.                                                                  | 30659425                                                                              | BW   |
| Am Domänenhof 8–14 53° 15′ 39″ N, 10° 25′ 22″ O | Scheune               | Die Krughofscheune ist eine Fachwerkscheune, diese wurde in den 1980er Jahren zu Wohnhäusern umgebaut.                                                                       | 30686841 30686825 30686857 30686873/1/-/ 30654891 30686841 30686825 30686857 30686873 | BW   |